# Massimo Orlando
Massimo Orlando (* 26. května 1971, San Donà di Piave, Itálie) je bývalý italský fotbalista.

## Statistika
| Klub             | Sezóna  | Liga   | Liga | Pohár  | Pohár | LM či EL | LM či EL | celkem | celkem |
| Klub             | Sezóna  | Zápasy | Góly | Zápasy | Góly  | Zápasy   | Góly     | Zápasy | Góly   |
| ---------------- | ------- | ------ | ---- | ------ | ----- | -------- | -------- | ------ | ------ |
| Reggina Calcio   | 1988/89 | 22     | 1    | ?      | ?     | ?        | ?        | ?      | ?      |
| Reggina Calcio   | 1989/90 | 35     | 2    | ?      | ?     | ?        | ?        | ?      | ?      |
| Juventus Turin   | 1990    | 0      | 0    | ?      | ?     | ?        | ?        | ?      | ?      |
| AC Fiorentina    | 1990/91 | 25     | 8    | ?      | ?     | ?        | ?        | ?      | ?      |
| AC Fiorentina    | 1991/92 | 28     | 3    | ?      | ?     | ?        | ?        | ?      | ?      |
| AC Fiorentina    | 1992/93 | 29     | 3    | ?      | ?     | ?        | ?        | ?      | ?      |
| AC Fiorentina    | 1993/94 | 19     | 2    | ?      | ?     | ?        | ?        | ?      | ?      |
| AC Milan         | 1994/95 | 2      | 0    | 0      | 0     | 0        | 0        | 2      | 0      |
| AC Fiorentina    | 1995/96 | 9      | 1    | ?      | ?     | ?        | ?        | ?      | ?      |
| AC Fiorentina    | 1996/97 | 16     | 0    | ?      | ?     | ?        | ?        | ?      | ?      |
| Atalanta Bergamo | 1997/98 | 2      | 1    | ?      | ?     | ?        | ?        | ?      | ?      |
| Atalanta Bergamo | 1998/99 | 10     | 0    | ?      | ?     | ?        | ?        | ?      | ?      |
| Atalanta Bergamo | 1999/00 | 0      | 0    | ?      | ?     | ?        | ?        | ?      | ?      |
| US Pistoiese     | 2000    | 1      | 0    | ?      | ?     | ?        | ?        | ?      | ?      |
| US Pistoiese     | Celkově | 198    | 21   | ?      | ?     | ?        | ?        | ?      | ?      |

## Úspěchy

### Klubové
- 1× vítěz italského poháru (1995/96)
- 2× vítěz italského superpoháru (1994, 1996)
- 1× vítěz Superpoháru UEFA (1994)

### Reprezentace
- 1× na ME 21 (1992 - zlato)